# Piotr Górny (fotograf)
Piotr Górny (ur. 1992 w Bydgoszczy) – polski fotograf dzikiej przyrody, matematyk, popularyzator nauki
. Członek Okręgu Toruńskiego Związku Polskich Fotografów Przyrody, wielokrotnie nagradzany na konkursach i festiwalach fotograficznych w kraju i za granicą

.
Absolwent VI Liceum Ogólnokształcącego w Bydgoszczy, ukończył studia matematyczne (specjalność kryptologiczna) na Uniwersytecie Kazimierza Wielkiego w Bydgoszczy
.
Od czasów licealnych zajmował się fotografią dzikiej przyrody, ze szczególnym uwzględnieniem gatunków synantropijnych, występujących wokół człowieka. Pierwszy autorski projekt bydgoszczanina stanowiła zewnętrzna wystawa "Uskrzydlona Bydgoszcz", która stanęła w lipcu 2016 roku na płycie Starego Rynku w Bydgoszczy. Poświęcona występującym w mieście ptakom ekspozycja zwróciła uwagę lokalnych mediów

, była też objęta Patronatem Honorowym Prezydenta Miasta Rafała Bruskiego
.
W tym samym roku fotograf rozpoczął cykl wystaw "Ptaki w kadrach zaklęte", które odwiedziły kilka polskich uniwersytetów (Uniwersytet Warszawski,
Uniwersytet Gdański,
Uniwersytet Kazimierza Wielkiego w Bydgoszczy) oraz innych ośrodków kultury (m.in.
Pałac Górków z siedzibą Muzeum Archeologicznego w Poznaniu oraz
Bieszczadzki Park Narodowy).
Fotografie skupiały się na pospolitych gatunkach ptaków śpiewających, jednak przedstawionych w nietypowy sposób.
.
W późniejszych latach prace Górnego eksponowane były również za granicą, podczas europejskiego festiwalu fotografii i filmu przyrodniczego "Festival de l'Oiseau et de la Nature" w Le Crotoy (departament Somma) we Francji.

. Również tam fotograf zaprezentował gatunki pospolite (pliszka żółta, wrona siwa), przedstawione w szerokich, środowiskowych ujęciach.
Szczególną uwagę mediów przykuła fotografia sikory modrej zaglądającej pod bryłę lodu. Kadr został opublikowany w magazynie National Geographic Polska, trafił do wielu kalendarzy i pism popularnonaukowych
. Ujęcie wykorzystała również na swoich social mediach Europejska Agencja Środowiska
W roku 2019 bydgoszczanin trafił na podium europejskiego konkursu fotografii przyrodniczej, zorganizowanego przez Szwajcarski Instytut Ornitologiczny
.
W VIII edycji zmagań wzięło udział blisko 7 tysięcy zdjęć nadesłanych z 28 państw Europy. Nagrodzona fotografia przedstawiała obrócone o 180 stopni odbicie sikory bogatki w lustrze wody. Ponadto, w gronie 100 finałowych prac znalazły się 4 kadry z Bydgoszczy. Po opublikowaniu wyników konkursu działalność Górnego komentowały liczne media.